# Израда божићних перли у Чешкој
Израда божићних перли је јединствена технологија ручне израде стаклених украса којима се традиционално украшава божићно дрво у Чешкој. Украси се праве дувањем загрејане стаклене цеви уметнуте у месингани калуп обликован у низ перли које су посребрене, обојене и ручно украшене. Производе се од краја осамнаестог века у малим породичним радионицама али само је једна, у селу Поњикли, у северној Чешкој, преживела доба када је социјалистичка економија пролазила кроз трансформацију.

## Историја
Чешка производња стакла и производња кристала имају традицију дугу више векова на територији Чешке Републике.
Поњикла, село које је добило име по врсти птице певачице која је некада насељавала шумовите падине, датира из 14. века. Стотинама година било је центар ткања. То се почело мењати крајем 19. века, када је јединствена технологија израде стакла - дување шупљих перли кроз стаклене цеви - захваљујући љубави (тако се прича) пробила пут до села.
Дувач стакла Хејна из града Јаблонец на Ниси заљубио се у локалну девојку, настанио се у Поњикли и регрутовао неке ткаље да помогну у дувању стаклених перли, украшених траговима сребра и злата. Временом је занат постао све распрострањенији у селу и многе породице су зарађивале за живот од тога. Почетком 20. века било је око 400 произвођача стаклених перли. Стаклене перле су се нашироко користиле у бижутерији и украшавању одеће, за производњу огрлица, брошева и игала за капе, као и наушница и за украшавање народних и позоришних ношњи, а од 1912. почеле су да се користе и за производњу украса за божићно дрвце. До 1930-их производња је доживела процват и украси су извожени у многе земље света.
Предузетник по имену Станислав Хорна основао је 1902. године прво предузеће за дување стаклених перли у Поњикли, које је радило по принципу интерног подуговарања: власник је снабдевао занатлије сировинама, које су враћале полупроизводе на даљу прераду, независним резачима и увијачима. Готове перле су се враћале у Хорнину компанију да се запакују и отпреме.
Марек Кулхави је на челу компаније Раутис, која наставља јединствену традицију преузету од породице Хорна и која на исти начин израђује перле и украсе.
Данас је породична компанија Раутис једино место на свету где је очуван традиционални занат дувања стаклених перли и божићних украса. Следи прву фабрику у Поњикли коју је основао Станислав Хорна 1902. Раутис чува традиционалну технологију и производни процес онако како се преноси са колена на колено више од сто година. Данас нуди око 20 000 дизајна, од којих су неки још од почетка 20. века.

## Традиција данас
У породичној компанији Раутис обавља се јединствен занат дувања стаклених перли и ручна производња божићних украса од перли, чији корени у Поњикли датирају из 1902. То је последња компанија на свету која још увек чува ову традиционалну технологију и чува производни процес који је данас актуелан. При посети компанији организовани су обиласци при којима туристи могу да посматрају цео процес израде. Укупно је у понуди око 1000 врста производа, као и креативни хоби сетови који ентузијастима омогућују да се окушају у занату код куће. Могуће је и наручити стаклене перле и друге материјале за израду украса по сопственом дизајну.

## УНЕСКО-в регистар
Традиционална чешка божићна декорација од дуваног стакла и производња перли додата је на УНЕСКО-ву листу светске нематеријалне културне баштине 2020. године.

## Галерија
- Израда перли у Поњикли
- Стакларски радник усисава раствор, користећи ножну пумпу, у унутрашњост тубула и испира и унутрашњу површину.
- После третмана сребро-нитратом радник боји стакло у припремљеним растворима.
- Украс од стаклених перли
- Украс од стаклених перли